# Netzpolitik.org
netzpolitik.org è un blog in lingua tedesca che tratta di diritti digitali e cultura digitale. Tra gli argomenti affronta in particolare quelli della sorveglianza di massa, software open source, protezione dei dati e privacy e neutralità della rete.
Il blog è stato fondato nel 2002 da Markus Beckedahl che ancora dirigle il progetto ed è aiutato da più di 30 contributori.